# Delano (Kalifornia)
Delano – miasto w Stanach Zjednoczonych, w stanie Kalifornia, w hrabstwie Kern. Według spisu ludności przeprowadzonego przez United States Census Bureau, w roku 2010 miasto Delano miało 53 041 mieszkańców.